# Смута годов Дзёхэй и Тэнгё
Смута годов Дзёхэй и Тэнгё (яп. 承平天慶の乱 дзё:хэй тэнгё:-но ран, 935 — 940) — самурайские мятежи против центрального японского правительства под руководством Тайры-но Масакадо в регионе Канто в Восточной Японии, а также под руководством Фудзивары-но Сумитомо в акватории Внутреннего Японского моря в Западной Японии. Названы по девизам Императорского правления «Дзёхэй» и «Тэнгё».
Мятеж на востоке незаметно начался в 935 году как вооруженная стычка между членами семьи Тайра, которая поселилась в районе Канто около 890 года. Они превратились в крупных землевладельцев, осуществляющих контроль над обширной территорией, которая включала провинции Кадзуса, Хитачи и Шимоса. Один из лидеров Тайра, Масакадо, был главным арбитром в спорах о земле и сопротивлении землевладельцев губернаторам провинций по всей южной части региона Канто. Ппричем Масакадо выступал на стороне обиженных землевладельцев. Боевые действия все больше приобретали характер восстания против провинциальных властей, которые в основном были родственниками Масакадо. Центральное правительство поначалу не обращало особого внимания на Масакадо и его борьбу.
Борьба между Масакадо и его противниками была разрушительной и убийственной, но участники в течение первых лет продолжали обращаться к суду в Киото за справедливостью. Императорская власть, хотя и почти не существовала на востоке, все же признавалась даже самим Масакадо. Затем, в конце 939 года, Масакадо оказался вовлечен в спор о налогах с губернатором провинции. Он сжег провинциальную штаб-квартиру, захватил официальную печать провинции и сбежал с ключом от провинциального склада. 
Затем Масакадо решил захватить контроль над всеми восемью провинциями Канто. Утверждая, что он повинуется оракулу Великого Бодхисаттвы Хатимана, и оправдывая свои действия тем, что он является потомком императора Канму, Масакадо провозгласил себя «Новым Императором» (синно), в отличие от старого тэнно в Хэйан. Масакадо назначил новых чиновников в провинции, а также начал формировать правительство с центром в Симосе. Масакадо отправил в столицу послание, адресованное регенту Фудзивара-но Тадахире. Он хотел получить понимание от регента своих действий, а также предположил, что его амбиции не выходят за пределы Канто, тем самым предложив фактически разделить страну между регентом Фудзивара и его собственной семьей воинов. 
К тому времени, однако, власти были сильно встревожены, убежденные, что войска Масакадо скоро высадятся в Киото. Они принялись действовать весной 940 года, через три или четыре месяца после нападения Масакадо на провинциальный штаб Хитачи. Провинциальным лидерам было обещано вознаграждение за разгром Масакадо. Масакадо был застигнут врасплох на своей базе в Симосе и убит объединенными силами своего двоюродного брата, Тайра-но Садамори, и правительственного агента Фудзивара-но Хидэсато.
Смута традиционно оценивается историками как символ развала японского «правового государства» и начало участия самураев в японской политике.